# The Plastic Ono Band
The Plastic Ono Band este un supergrup conceptual format de John Lennon și Yoko Ono în 1969 cu puțin timp înainte de destrămarea trupei The Beatles. Printre numeroșii membri ai formației s-au numărat și Eric Clapton, doi Beatleși (George Harrison și Ringo Starr), vechiul prieten Klaus Voorman, viitorul baterist al trupei Yes, Alan White, membrii ai formației Delaney and Bonnie, bateristul grupului The Who Keith Moon, trupa new yorkeză Elephant's Memory, Billy Preston, Nicky Hopkins, Phil Spector și bateristul Jim Keltner.